# Prisme de Glan-Foucault
Un prisme de Glan-Foucault est un type de prisme qui est utilisé comme polariseur. Sa construction est similaire à un prisme de Glan-Thompson, sauf que deux prismes de calcite à angle droit sont espacés d'une lame d'air au lieu d'être cimentés ensemble. La réflexion totale de la lumière polarisée p au niveau de l'entrefer signifie que seule la lumière polarisée s est transmise directement à travers le prisme.